# Aus dem Winckel

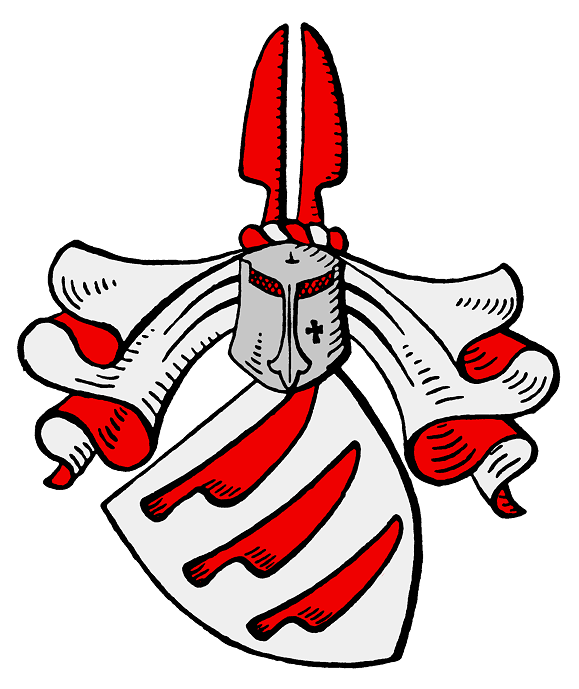
Wappen derer Aus dem Winkel

Aus dem Winckel (auch Winckell, aus dem Winkel) war eine obersächsische Uradelsfamilie, die nicht zu verwechseln mit den Familien: von Winkel, vom Winkel, von dem Winkel und am Winkel und im 21. Jahrhundert erloschen ist.

## Geschichte
Die Familie ist eines Stammes mit den von Krosigk und den von Köhler der mit Dedo von Krosigk * 1040 † 1160 Herr auf Krosigk zuerst erscheint. Der Sohn des Burggrafen zu Calbe Eberhard von Krosigk, Curt von Krosigk legte um 1384 seinen alten Namen ab und nannte sich fortan aus dem Winckel. Ein Grund für den Namenswechsel ist nicht überliefert. Aber es war damals nicht unüblich, seinen angestammten Namen abzulegen und sich – meist nach neuen Besitzungen – zu benennen. Das Siebmacher Wappenbuch zeigt die Wappenverwandtschaft mit den Familien von Krosigk und von Köhler.
Die Burg Krosigk hatte die Familie von 1423 bis 1439 und von 1444 bis 1451 als Lehen inne.

## Linien
Von den aus dem Winkel gab es verschiedene, zuletzt nur noch zwei Linien:
1. die Linie zu Schierau (1527 bis 1794, ausgestorben im 19. Jahrhundert) und
2. die zu Wettin (1446 bis 2014), die auch Güter zu Brandis (1612–1690) und zu Oppin (1601–1686) besaß. Auch diese Linie ist mit dem Tode von Sibylle aus dem Winckel (* 20. August 1925 in Luggendorf, Prignitz; † 1. April 2014 in Reinbek), der letzten ihres Geschlechts, abgestorben.[2]

## Wappen
Im silbernen Schild drei waagrecht übereinander liegende rote Pflugschare. Auf dem Helm ein rot und weißer Türkenbund, aus dem zwei aufrechtstehende, mit dem Rücken gegeneinander gekehrte, rote Pflugschare herausragen. Decken: Rot Weiß. Die Darstellung des Wappens mit nach links weisenden Pflugscharen wird den Familien v.Krosigk, v.Karl und v.Köhler zugerechnet. In der zweiten verbesserten Auflage von 1989 des Siebmacher-Nachdrucks von 1605 in der Edition „Die bibliophilen Taschenbücher“ (S. 169) wird der Wappenverbund dargestellt. Dort zeigen die Pflugschare im Wappen der Aus dem Winkel nach rechts. Mit der Darstellung im Siebmacher korrespondiert die Darstellung auf einem Epitaph in der Ruine der Patronatskirche der Familie Aus dem Winkel in Schierau. Letztlich ist dies kein heraldisches Unterscheidungsmerkmal, sondern es handelt sich um ein gemeinsames Wappen, das die vier Familien gemeinsam führten, und das bei allen entweder mit rechts oder links liegenden Scharen dargestellt wird.
Das Familienwappen war als Allianzwappen der Familien Aus dem Winkel, Gramont und Manteuffel-Szöge, in Form einer Brokat-Seidenstickerei aus dem 18. Jahrhundert. Es wurde 1949 einschließlich des Familienarchivs auf dem Schloss Burgscheidungen untergebracht und 1990 der Familie übergeben.

## Bekannte Familienangehörige
- Christoph aus dem Winckel (1580/81–1636), erzstift-magdeburgischer Landrat, Mitglied der Fruchtbringenden Gesellschaft
- Hans Ernst aus dem Winckel (der Austeilende) (1585–1667),  deutscher Adliger
- Hans Ernst aus dem Winckel (der Vielgebrauchte) (1626–1695), deutscher Hofmeister und Kammerrat
- Johann Georg aus dem Winckel (1596–1639), Geheimer Kriegsrat, Mitglied der Fruchtbringenden Gesellschaft, braunschweig-lüneburgischer Generalwachtmeister und Obristen zu Roß und Fuß
- Otto Christoph aus dem Winckel (1665–1738), Erb- und Gerichtsherr auf Wettin und Kriegsdorf
- Hans Georg aus dem Winckel (1671–1729), kursächsischer Generalleutnant, Herr auf Baumersroda, Benndorf und Körbisdorf
- Christian aus dem Winckel (1677–1752), anhalt-zerbstischer Oberhofmarschall und Oberhofmeister sowie Erb- und Gerichtsherr auf Schierau, Möst und Oberthau
- Ernst Dietrich aus dem Winckel (1679–1750), sachsen-merseburgischer Kammerjunker und Kreishauptmann
- Johann Christian aus dem Winckel (1709–1772), Landeshauptmann von Anhalt-Köthen
- Carl August aus dem Winckel (1709–1776), Geheimer Kriegsrat, Geheimer Rat und Rittergutsbesitzer
- Christian Wilhelm aus dem Winckel (1712–1775), Kreishauptmann
- Christoph Friedrich aus dem Winckel (1735–1812), preußischer Kammerpräsident
- Georg Franz Dietrich aus dem Winckell (1762–1839), Forst- und Jagdwissenschaftler, aus Schierau
- Therese aus dem Winckel (1779–1867), Malerin, Harfenspielerin, Schriftstellerin
- Oswald aus dem Winckel (1860–1939), von 1898 bis 1920 preußischer Landrat des Kreises Peine
- Henning aus dem Winckel (1863–1925), deutscher Politiker